# Phytophthora
Phytophthora er en slægt af patogene organismer  (i dette tilfælde: svampe), der angriber planter.
- Europæisk visneskimmel (Phytophthora ramorum)
- Phytophthora cambivora
- Phytophthora plurivora
- Phytophthora gonapodyoides
- Phytophthora cactorum (kimbladsskimmel)
- Phytophthora plurivora
- Phytophthora lateralis
- Kartoffelskimmel (Phytophthora infestans)

Symptomer på Phytophthora-angreb kan være mørke pletter i barken.
Handel med planteskoleplanter er en vigtig spredningsvej.
I det vestlige USA har europæisk visneskimmel dræbt blandt andet egetræer, og i Europa er parasitten særligt fundet på rhododendron.
I Danmark blev europæisk visneskimmel i 2007 fundet på 32 planteskoler og havecentre, og 
det danske Plantedirektorat opfordrer til, at rhododendron-planter chekkes for europæisk visneskimmel.
Fra prydplanterne kan parasitten sprede sig til nærtstående løvtræer.
På EU-plan er europæisk visneskimmel underlagt krav om kontrol og udryddelse.